# Project Management Body of Knowledge
Project Management Body of Knowledge, afgekort PMBOK, is een ANSI-norm voor projectmanagement, die sinds 1987 is ontwikkeld door het Amerikaanse Project Management Institute (PMI). 
Het PMBOK is een poging om algemeen erkende projectmanagement informatie en gebruiken te beschrijven en standaardiseren. Na een eerste white paper editie verscheen het PMBOK in boekvorm in 1996. In 2000, 2004, 2008, 2012 en 2017 volgden de tweede tot en met zesde editie.
Tijdens een project doorloopt het projectbeheer een periodieke cyclus van projectinitiatie, planning, uitvoering, controle & bijsturing en projectafsluiting. Een project dient volgens PMBOK te worden benaderd vanuit 10 verschillende aandachtsgebieden: 
1. Integraal beheer van alle aspecten van het project: die aspecten moeten ook in relatie gezien worden tot de portfolio en de strategie waar het project een onderdeel van is. Opstellen en verspreiden van planningen en voortgangsrapporten zijn hier de sleutelwoorden.
2. Beheer van het doel van het project: wat valt binnen de opdracht en wat niet?
3. Tijdsbeheer: controleren of het project nog steeds binnen de afgesproken tijdslimieten klaar zal zijn.
4. Kostenbeheer: controleren of het project binnen de afgesproken budgetten gerealiseerd kan worden.
5. Kwaliteitsbeheer: controleren of het project nog steeds tegemoetkomt aan alle contractueel vastgelegde eisen van de opdrachtgever.
6. Personeelsbeheer: controleren of alle nodige competenties aanwezig zijn in het projectteam.
7. Communicatiebeheer: respecteren van de afspraken over communicatie en rapporteringslijnen.
8. Beheer van de risico’s: alle mogelijke operaties opzetten om potentiële extra uitdagingen onder controle te houden.
9. Aankoopbeheer: controleren of de nodige infrastructuur op tijd besteld en beschikbaar is.
10. Stakeholders beheren.

In tegenstelling tot een specifieke projectmanagement methode als Prince2 wordt PMBOK met name in de Verenigde Staten en het Verre Oosten gebruikt. PMBOK is het referentiewerk waarop het PMP-examen (Project Management Professional) is gebaseerd.